# ネルケプランニング
株式会社ネルケプランニング（英: NELKE PLANNING CO.,LTD.、略称：ネルケ）は、日本の映像・舞台関連会社。株式会社サイバーエージェントの連結子会社。
舞台のプロデュース、映画製作、声優のキャスティング、イベントの企画を手がけている。

## 概要
舞台制作を中心に、小劇場で公演を続ける小劇団の制作事務を引き受け円滑な公演の実施を提供している。
制作予算管理、チケッティング、宣伝、稽古場手配など学生演劇出身の多くの小劇団が苦手ないわゆる「制作」をプロの独立した仕事に昇華させた。
日本劇団協議会（劇団協）や日本芸能マネージメント事業者協会（マネ協）などの各団体には加盟していない。
2018年4月18日、子会社のネルケピクチャーズを吸収合併。
2023年6月5日、サイバーエージェントがネルケの発行済株式を取得し同社の連結子会社となる。

## アニメ制作との関係
アニメ作品に関しても、「キャスティング協力」として多くの作品の製作に参与している。
芝居の分業や多角経営化で高評価を集めている一方で、劇団協やマネ協といった「組合」には加盟しておらず、他の同業団体とは一線を画した独自のプロデュース活動を行っている。
そのため、マネ協では加盟しているプロダクションに対し「なるべくネルケからキャスティングを受けないように」と呼びかける声があるものの、『テニスの王子様』以降は日本俳優連合（日俳連）に加入している声優の出演が一部オープン化されたこともあり、徹底周知されているとは言いがたく、矛盾が生じている。
また、キャスティングをする際は、組合に加盟していた場合に適用されるギャラのランク制の決まりにとらわれる必要がないため、制作費削減からランク制で決められた一定額よりも低い額のギャラでオファーを出すことが事実上可能ではある。
そうした場合、オファーを受ける側の俳優達の待遇に関わる問題が生まれたり、また十分なキャストが集まらないことにもなるが、とらわれないゆえに、指定の俳優を獲得する目的などで、一定額よりも高い額のギャラでオファーを出すことも事実上可能ではある。
「俳優に支払われるギャラ」に関することは、組合を含めた業界全体として常に問題や矛盾を抱えており、そのような状況下におけるキャスティング業務として、一定の立ち場を持つことになっている。
キャスティングの特徴としては、系列会社のY・M・O ラブライブ事業部およびその前身事務所「ラブライブ」に所属していた声優や俳優を中心に起用する点が挙げられ、『家庭教師ヒットマンREBORN!』のように主人公を含む主要キャラクターの大半にキャスティングするものもある一方、『ドラゴノーツ -ザ・レゾナンス-』のように、そうした傾向が強くない作品もあり、主に深夜アニメやUHFアニメが該当する。所属する俳優は原則として日俳連には加盟していないため、関与していない他の作品に比べて固有の俳優が多く、キャストの独自色が強い。なお、過去に所属していた三ツ矢雄二は古くからの会員だった。
ただし、ラブライブ事業部に所属していない人物についても、土井美加や松山鷹志などの俳優や、あさりどの川本成やアメリカザリガニ、赤星昇一郎、嶋田真といったお笑い芸人などのタレントなどが複数の作品に出演している。
アフレコは主に神南スタジオが請け負っている。なお、近年はテレビ東京系列、日本アドシステムズの広告代理店で放送される作品が多く、とりわけ全日帯の場合は週刊少年ジャンプに漫画が連載されているもので占められている。

## キャスティング協力しているアニメ作品
- エグザムライ
- 楓ニュータウン
- はなれ砦のヨナ

1994年
- 赤ずきんチャチャ

1995年
- ナースエンジェルりりかSOS

1996年
- こちら葛飾区亀有公園前派出所
- こどものおもちゃ
- 水色時代
- るろうに剣心 -明治剣客浪漫譚-

1997年
- ケロケロちゃいむ
- さくらももこ劇場コジコジ

1998年
- 浦安鉄筋家族
- おじゃる丸
- ビーストウォーズII 超生命体トランスフォーマー
- 発明BOYカニパン

1999年
- ごぞんじ!月光仮面くん
- 将太の寿司
- 超生命体トランスフォーマー ビーストウォーズネオ
- 超発明BOYカニパン
- HUNTER×HUNTER
- ビックリマン2000
- 未来少年コナンII タイガアドベンチャー
- メダロット

2000年
- アリーテ姫
- トランスフォーマー カーロボット
- 遊☆戯☆王デュエルモンスターズ

2001年
- 格闘料理伝説ビストロレシピ
- Dr.リンにきいてみて!
- テニスの王子様
- 破壊魔定光
- パワーパフガールズ
- バンパイヤン・キッズ

2002年
- 真・女神転生Dチルドレン ライト&ダーク
- 満月をさがして
- ボンバーマンジェッターズ
- ホイッスル!

2003年
- GUNSLINGER GIRLシリーズ

2004年
- 愛してるぜベイベ★★
- 吟遊黙示録マイネリーベ
- 雲のむこう、約束の場所
- Get Ride! アムドライバー
- ジパング
- 修羅の刻
- レジェンズ 甦る竜王伝説
- 遊☆戯☆王デュエルモンスターズGX

2005年
- おねがいマイメロディシリーズ
- アイシールド21
- 銀牙伝説WEED
- capeta
- シュガシュガルーン
- 涼風
- 絶対少年
- 蟲師

2006年
- 家庭教師ヒットマンREBORN!
- 人造昆虫カブトボーグ V×V
- 僕等がいた
- はぴねす!
- 妖怪人間ベム（2006年版）
- まもって!ロリポップ

2007年
- 鋼鉄三国志
- Saint October
- 河童のクゥと夏休み
- ドラゴノーツ -ザ・レゾナンス-
- ピアノの森
- 秒速5センチメートル

2008年
- ヴァンパイア騎士シリーズ
- 夏目友人帳シリーズ
- ペンギン娘♥はぁと
- 遊☆戯☆王5D's

2009年
- ジュエルペット
- クッキンアイドル アイ!マイ!まいん!
- 毎日かあさん
- エリアス ちいさなレスキューせん

2010年
- はなかっぱ

2011年
- 遊☆戯☆王ZEXAL

2012年
- 銀河へキックオフ!!
- 戦国コレクション
- 超訳百人一首 うた恋い。

2014年
- 蟲師 続章
- 遊☆戯☆王ARC-V

2015年
- 戦国無双

2017年
- 遊☆戯☆王VRAINS

2018年
- 学園ベビーシッターズ

2020年
- 遊☆戯☆王SEVENS